# Carlos Julião

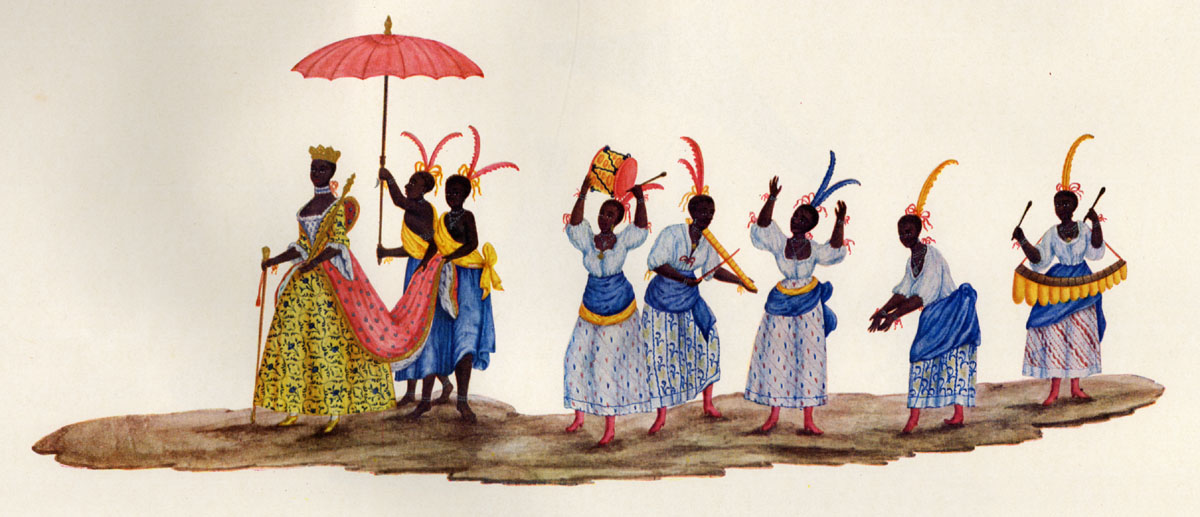
Ao pintar o Brasil à época da mineração, Carlos Julião acabou criando referências visuais sobre as vestimentas e condições de bufarinheiros e escravos.

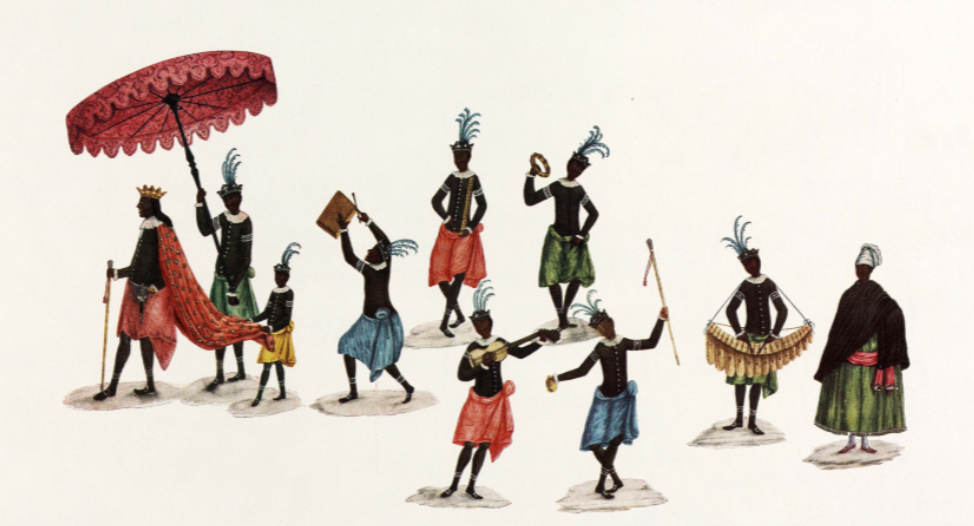
Coroação de um rei negro no festejo de Reis.

Carlos Julião (Turim, Reino da Sardenha, 1740 - Rio de Janeiro , 1811) foi um artista luso-italiano e engenheiro do exército colonial, que atuou na segunda metade do século XVIII e inicio do século XIX como inspector de fortalezas, mas se tornou mais conhecido pelos seus desenhos em aguarela retratando os diferentes tipos raciais e sociais do império português, bem como o período da mineração no Brasil.    

## Biografia
Carlos Julião, ou Carlo Juliani, como alguns documentos oficiais se referem a ele, nasceu em 1740 em Turim, no reino de Piemonte, na Itália. Em 1763 ingressou o Regimento Real de Artilharia do exército português como tenente. Embora não se saiba ao certo que laços uniam Julião ao império português, numa carta de 1792 assinada pela rainha Maria I onde o oficial recebe o título de cavaleiro professo na Real Ordem Militar de São Bento de Avis, é mencionado o nome de seu pai, um certo João Baptista, indicando uma paternidade portuguesa.
Uma de suas primeiras missões terá sido em Mazagão, Marrocos, última possessão portuguesa do norte de África, tomada pelos muçulmanos em 1769 e onde Julião, de acordo com documentação oficial, terá combatido debaixo de fogo e com risco de vida. A partir de 1770 Julião terá também servido numa missão topográfica a Macau, China, como parte de um plano de reformas comandado pelo ministro da Marinha e do Ultramar, Martinho de Melo e Castro. Até 1781, quando se tornou Capitão com especialidade em Minas, terá viajado pelo império português trabalhando como inspetor de fortalezas.
No Brasil, Julião participou na coleta de madeiras na capitania de Pernambuco, sob as ordens do governador Tomás José de Melo, que elogiou o seu trabalho numa carta em 1788, dirigida ao ministro Martinho de Melo e Castro. O Governador solicitava a promoção de Julião a tenente-coronel para liderar o regimento da capitania. O pedido não terá sido atendido, pois não existe registro de outras funções pelo oficial naquela região brasileira. Mas a sua contribuição para a coleta de espécimenes de madeira, para incorporar a coleção da Academia Real das Ciências de Lisboa fundada em 1779, tornou-se num interesse pessoal para Julião. Em 1795, foi promovido a Major e nomeado para o Arsenal Real do Exército, podendo finalmente se dedicar ao seu "Dicionário de Árvores e Arbustos", que publicou em 1800.
Promovido pela última vez em 1805 a Coronel e a inspetor do Arsenal do Exército, em substituição do seu colega e amigo Carlos Napione, serviu ainda sob o comando do Marechal inglês Beresford durante a segunda invasão francesa em 1809. A autorização ao pedido de aposentadoria que fez à coroa chegou tarde demais, já após a sua morte na noite de 18 de novembro de 1811: “um honrado e leal vassalo de sua majestade”.

## Trabalhos Artísticos

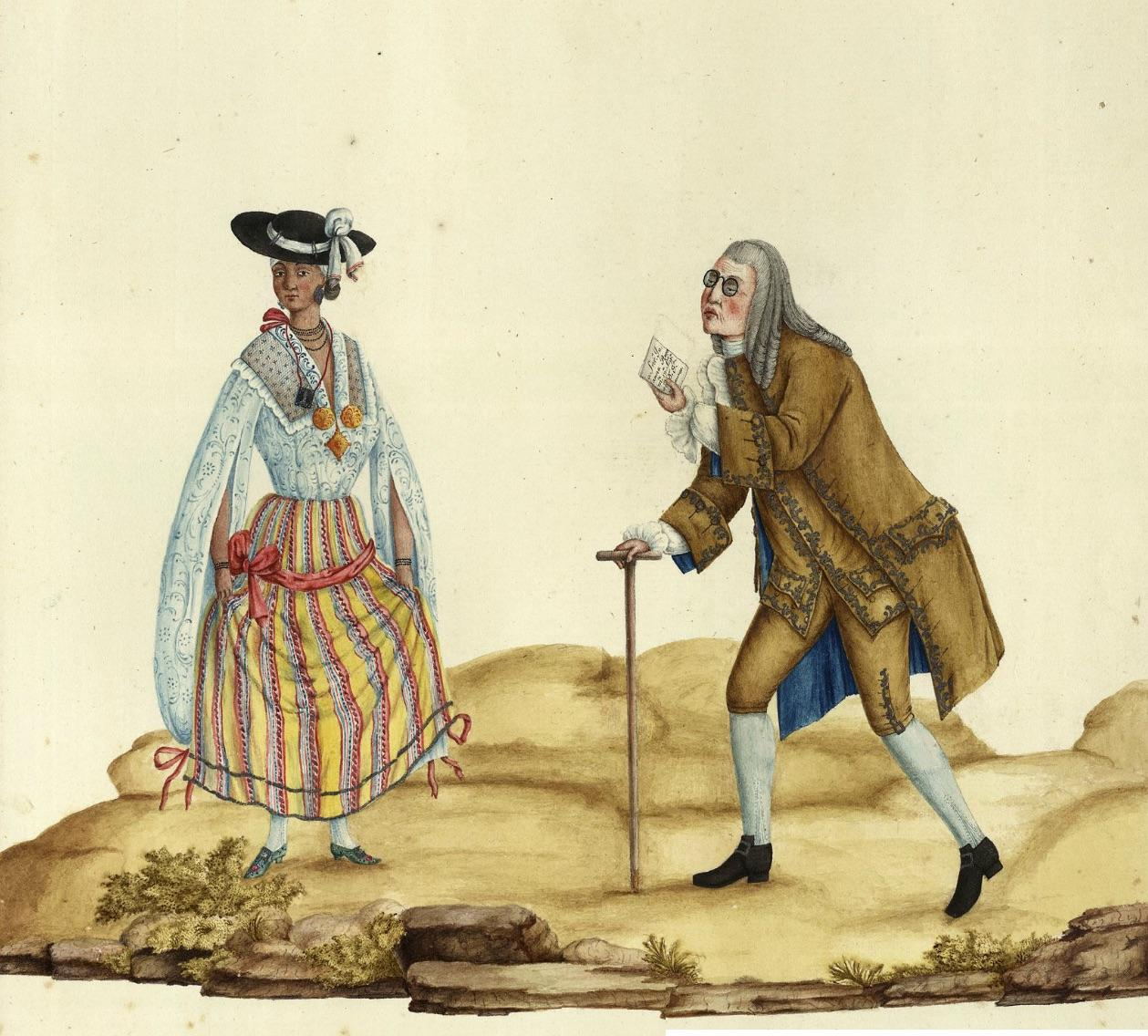
Velho entregando carta de amor a uma jovem mulata.

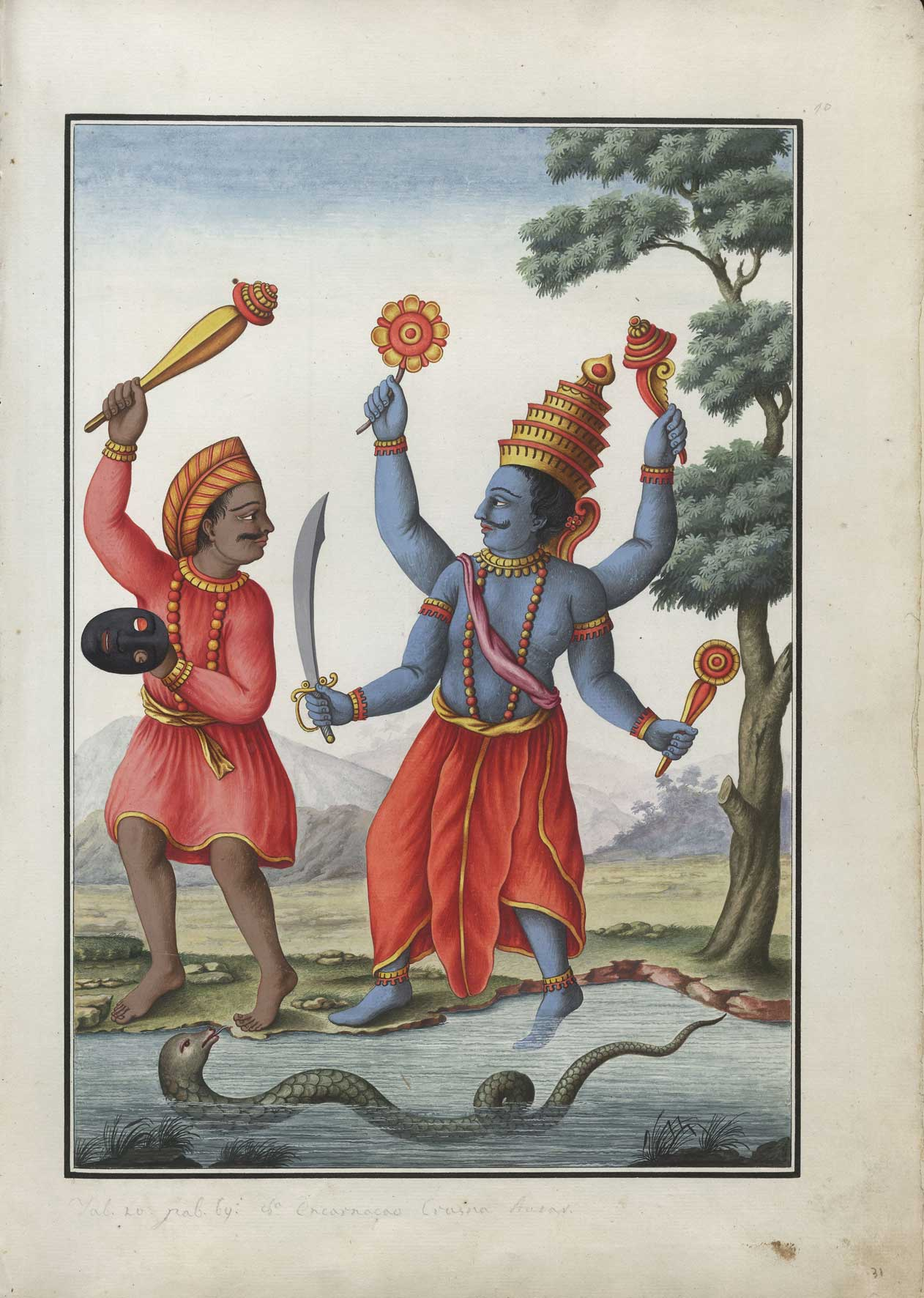
Crisna Autar (divindade indiana).

Como parte do seu treinamento militar em engenharia, Carlos Julião frequentou aulas de desenho, que preparavam os oficiais portugueses em missão pelo império no registro de informação visual sobre os povos e territórios colonizados pelos portugueses. Durante seis anos, Julião serviu na Índia, e ilustrou um manuscrito intitulado "Noticia Summária do Gentilismo na Ásia", onde com desenhos e textos reproduzia as crenças Hindu de tradição Brâmane.
Estas imagens estão incluídas no catálogo "Riscos Iluminados de Figurinhos de Negros e Brancos dos Uzos do Rio de Janeiro e Serro Frio" publicado pela Biblioteca Nacional do Rio de Janeiro em 1960 (ver bibliografia). O título do catálogo se refere a 43 aquarelas retratando indígenas, militares, trajes e costumes, escravos e suas atividades incluindo mineração de diamantes. Representações etnográficas do Brasil-Colônia, e um registro etnográfico de grande utilidade para as autoridades que administravam o império. No catálogo, além das pranchas da Índia e Brasil, estão ainda incluídas 33 ilustrações de cerâmicas e têxteis indígenas do Peru, "confiscados de um galeão espanhol, que naufragou na costa portuguesa, na vila de Peniche, durante o reinado da rainha Maria I, que começou em 1777".
No verso das ilustrações relativas ao Peru, foram feitos alguns esboços em aquarela representando os costumes da região central portuguesa, que poderão ser da autoria de Julião ou posteriores. Os três conjuntos de ilustrações relativas a Índia, Brasil e Peru foram publicadas em 1960 pela Biblioteca Nacional do Rio de Janeiro, mas já se encontravam na posse daquela instituição desde 1947, tendo sido adquiridas de um vendedor anônimo, residente nos Estados Unidos. A sua publicação em 1960 foi comemorativa do 500º aniversário da morte do infante D. Henrique em conjunto com diversos eventos e publicações que ocorreram em Portugal nesse mesmo ano. 
Menos conhecidos que as ilustrações no catálogo "Riscos Iluminados", mas também publicados em 1960 como parte da comemoração da morte do infante, no catálogo da exposição "Engenharia Militar no Brasil e no Ultramar Português Antigo e Moderno", são dois trabalhos preservados no Gabinete de Estudos Arqueológicos de Engenharia Militar de Lisboa, em aquarela e colagem. No primeiro está representada no topo, uma vista da cidade de Salvador tirada da baía e com os edifícios da cidade numerados com legenda, os planos de algumas das fortalezas da cidade, e figuras semelhantes ás do álbum "Riscos Iluminados" representativas da população de senhores e escravos na capital baiana. No segundo, quatro vistas das cidades do Rio, Goa, Damão e Macau, bem como diversas figuras representativas dessas regiões do império. Em 1999 durante um leilão da Sothebys de Nova Iorque, mais dois trabalhos inéditos de Carlos Julião se tornaram do conhecimento público. Adquiridas de um proprietário anônimo pelo Instituto Ricardo Brennand em Recife, trata-se de duas pinturas a óleo onde estão representadas em registros horizontais, várias figuras representativas de Portugal, Brasil e Angola, e de classes sócio raciais tão diversas como um juiz da metrópole a uma escrava capturada com seu filho no mato africano.

## Galeria

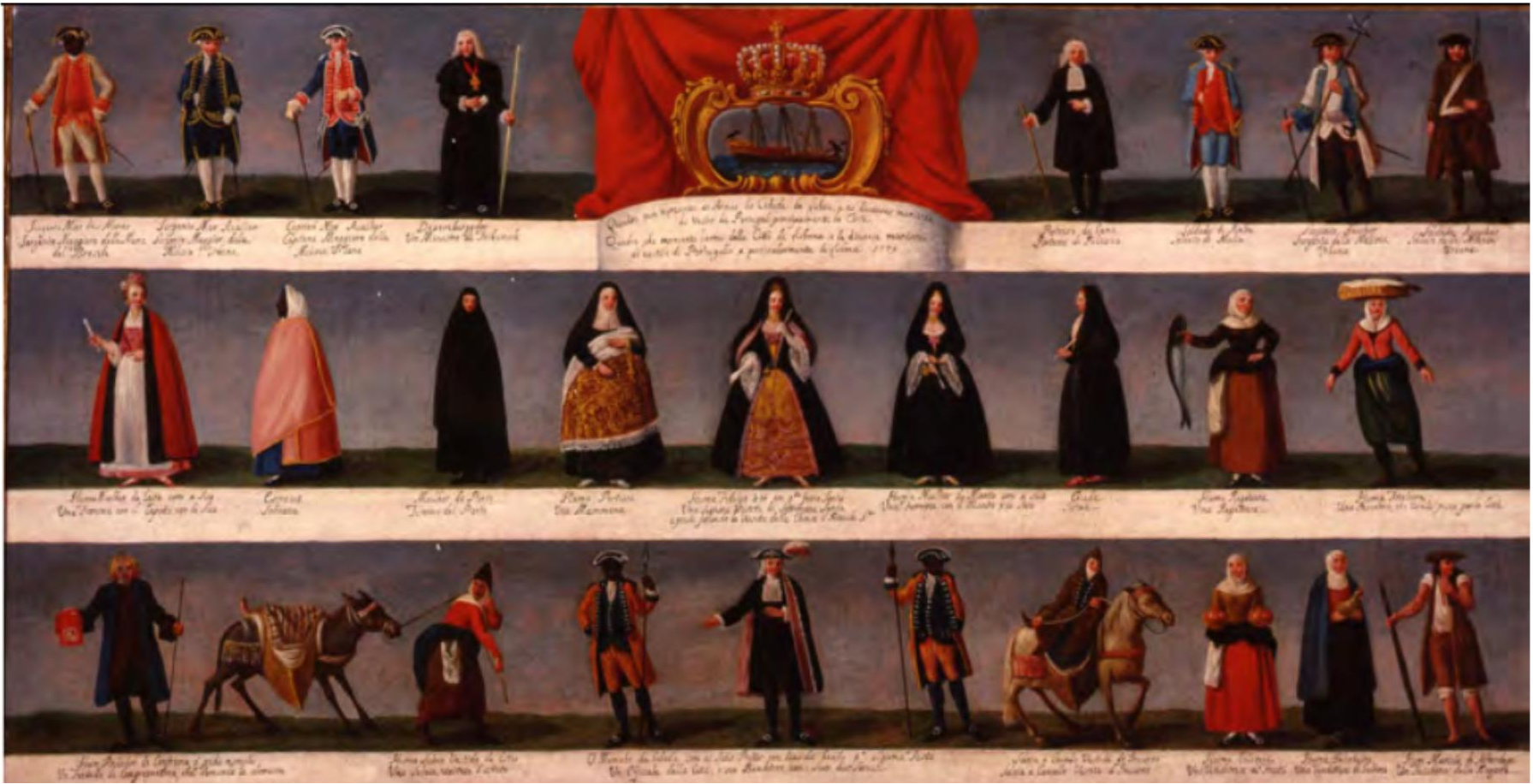
Pessoas, roupas e costumes de Lisboa. Portugal, 1779.
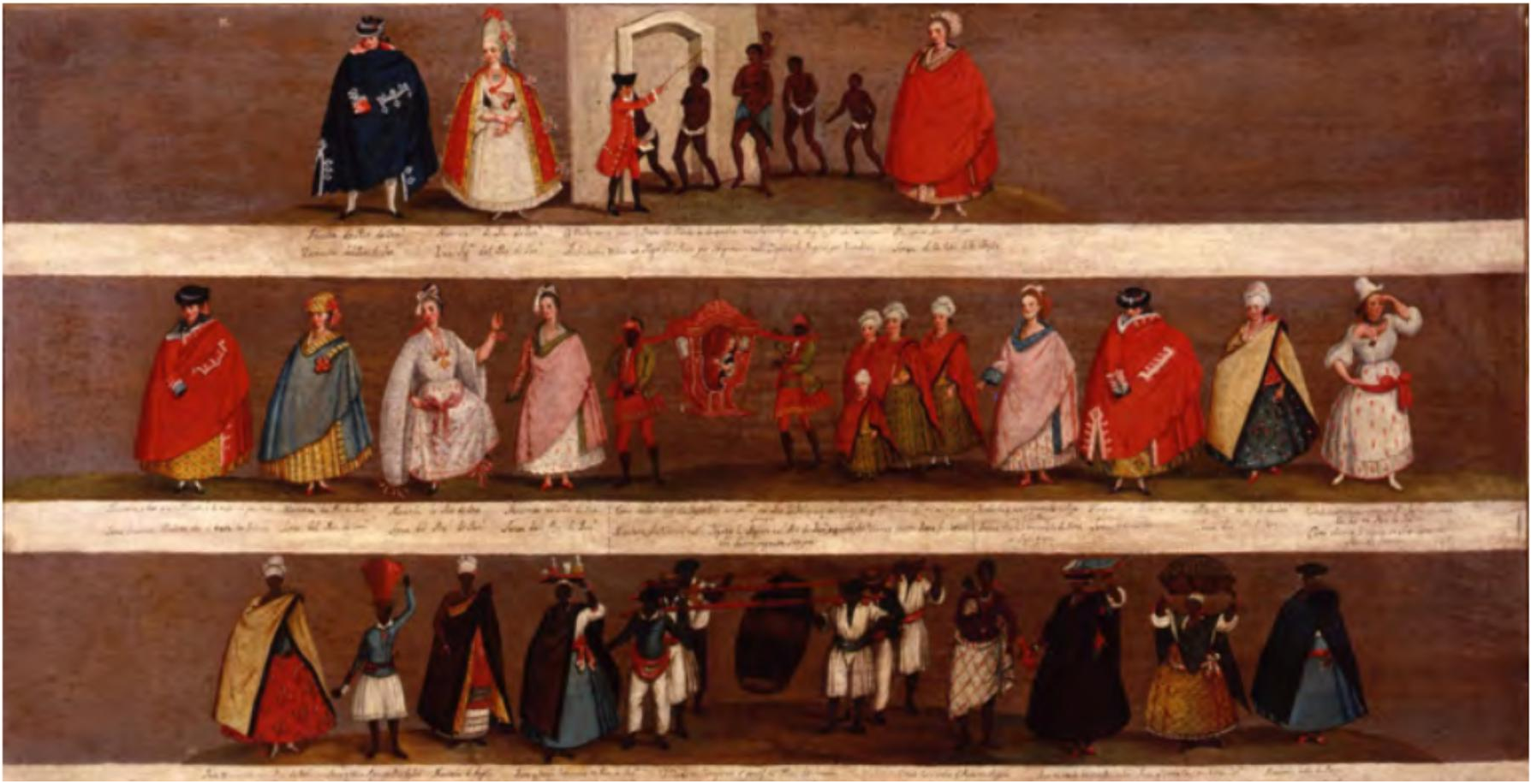
Pessoas, roupas e costumes do Brasil e Angola, 1779.
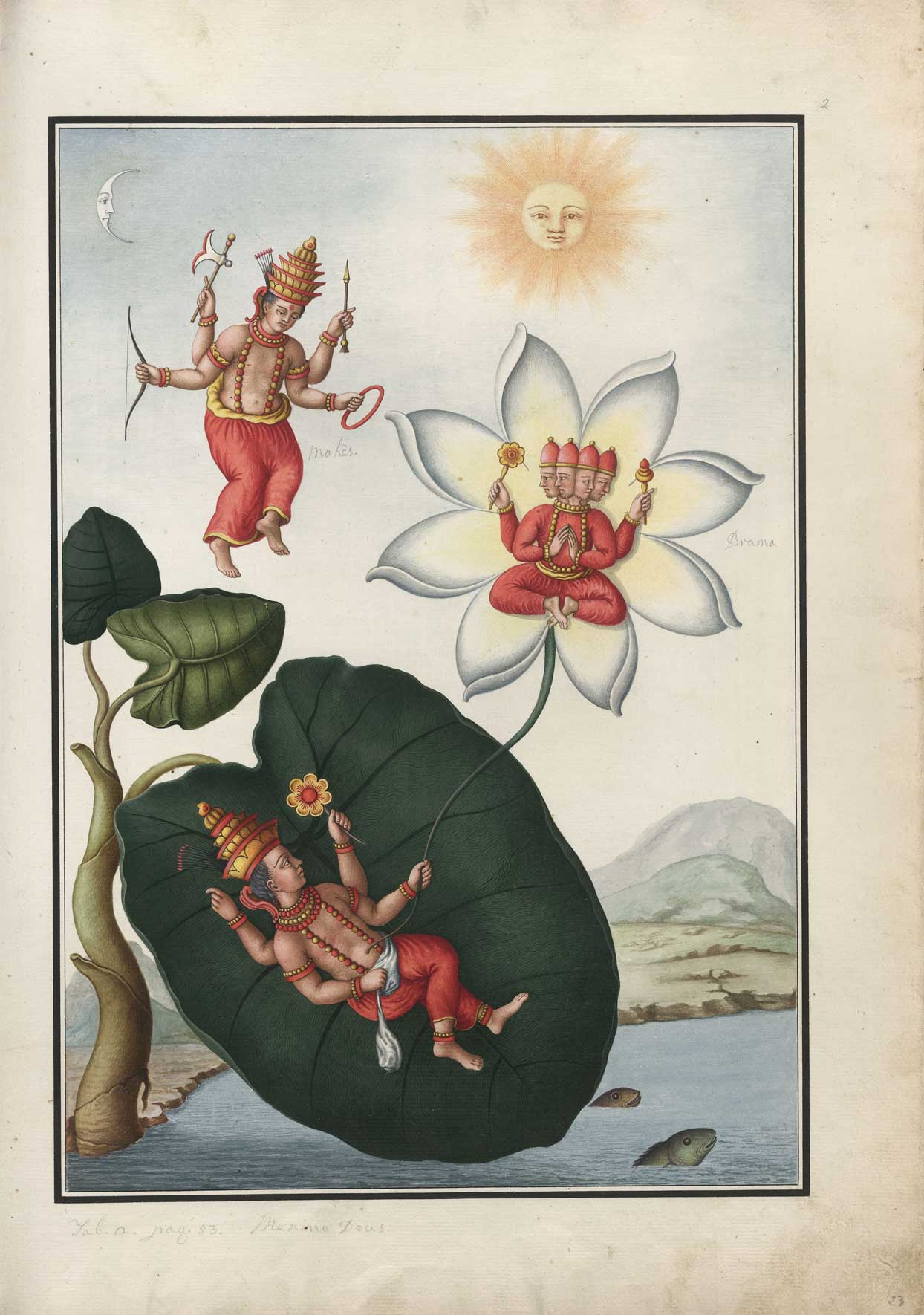
Deuses indianos.
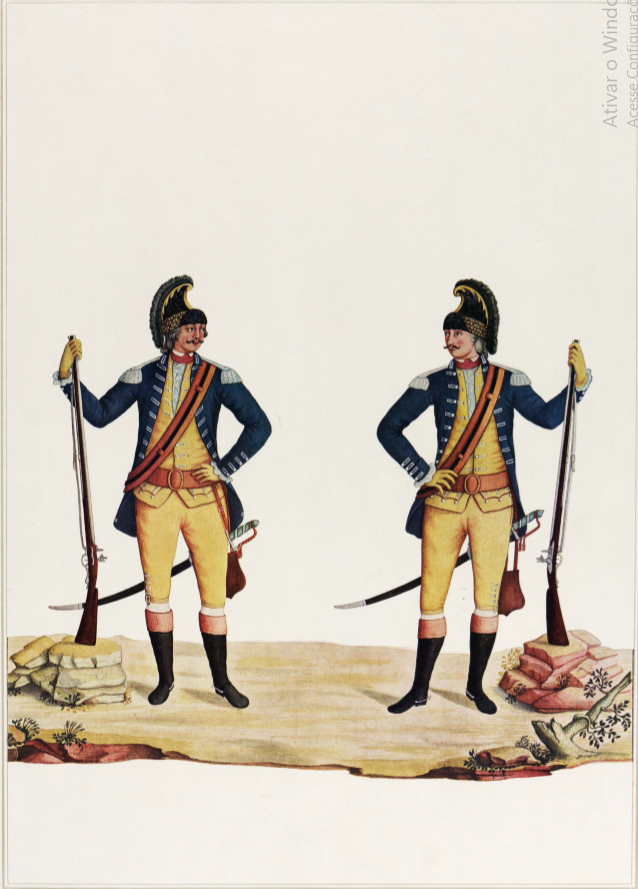
Oficiais do regimento de dragões.

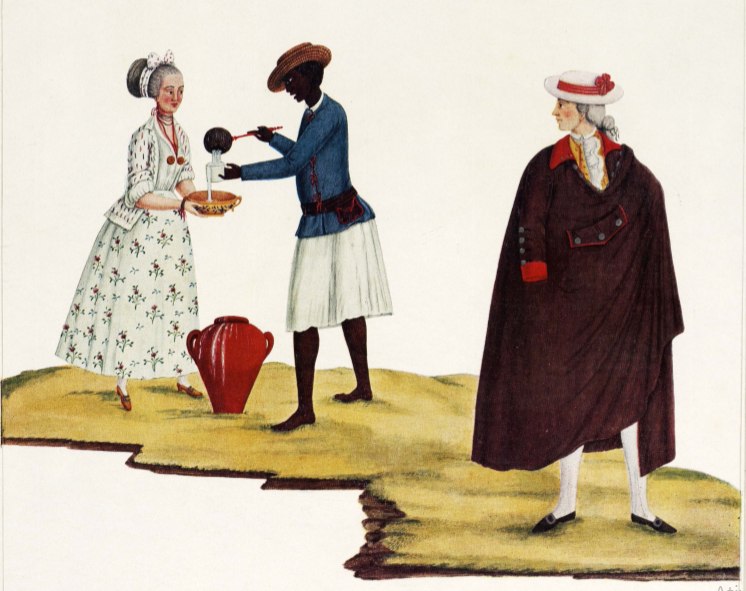
Vendedor negro vendendo leite a uma senhora e homem vestido de casaco longo, peruca e chapéu.
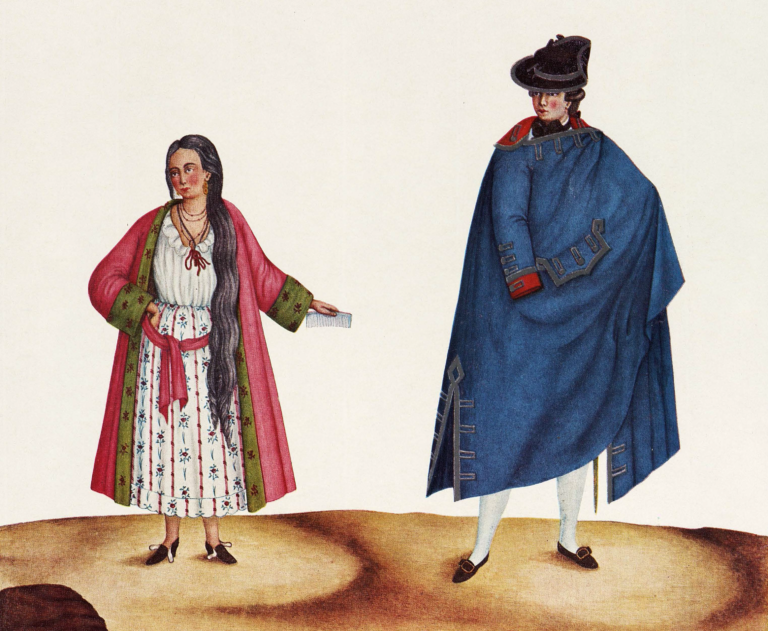
Mulher com roupas de ficar em casa e homem vestido de casaco longo e chapéu.
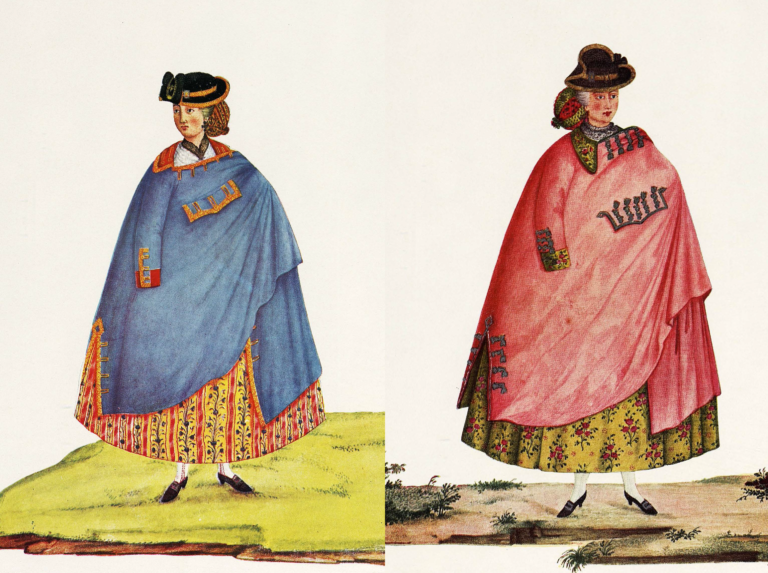
Vestimentas das mulheres brancas do Rio de Janeiro.
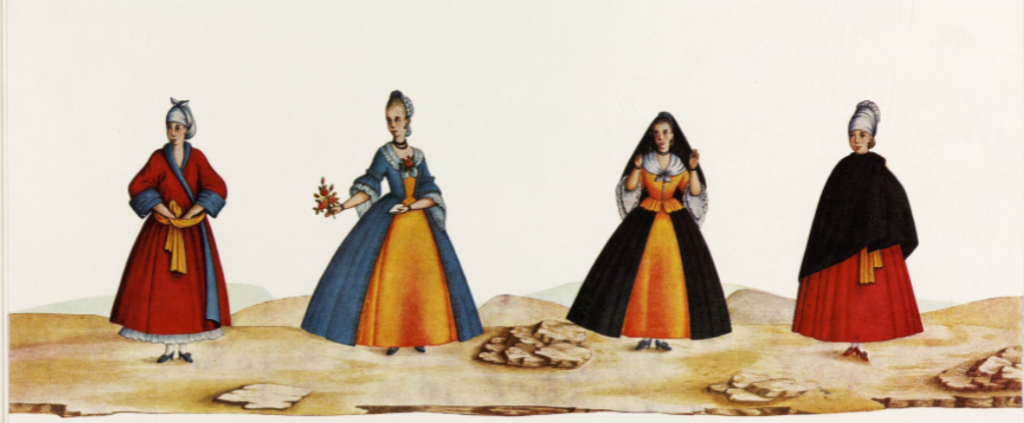
Trajes de mulheres no Brasil colonial.

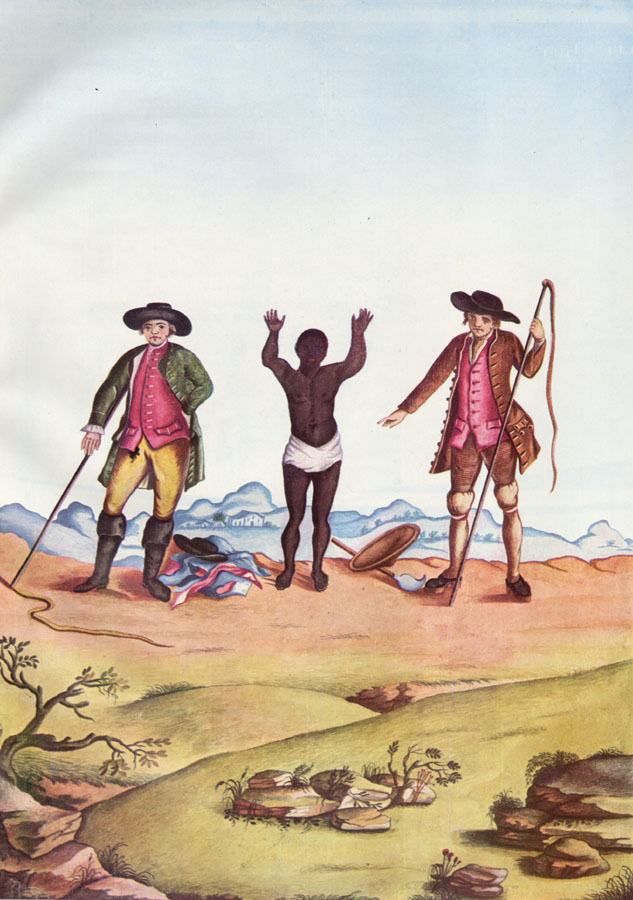
Revista de escravo
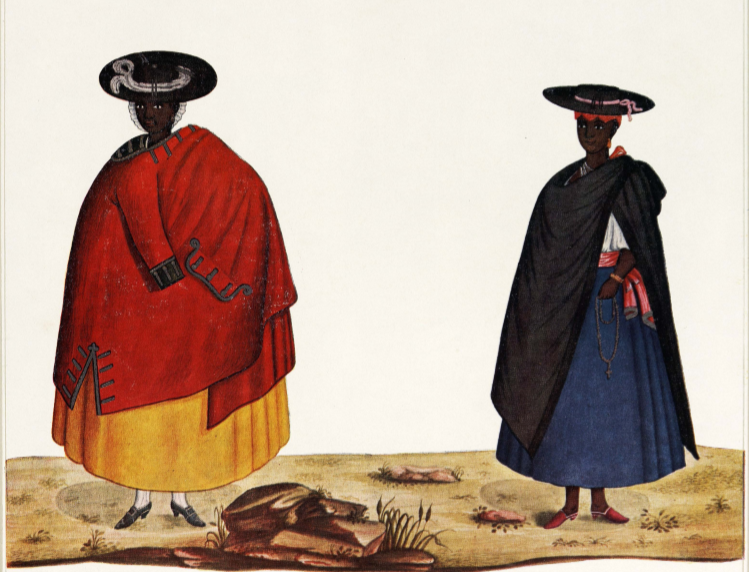
Vestimentas das mucamas negras do Rio de Janeiro.
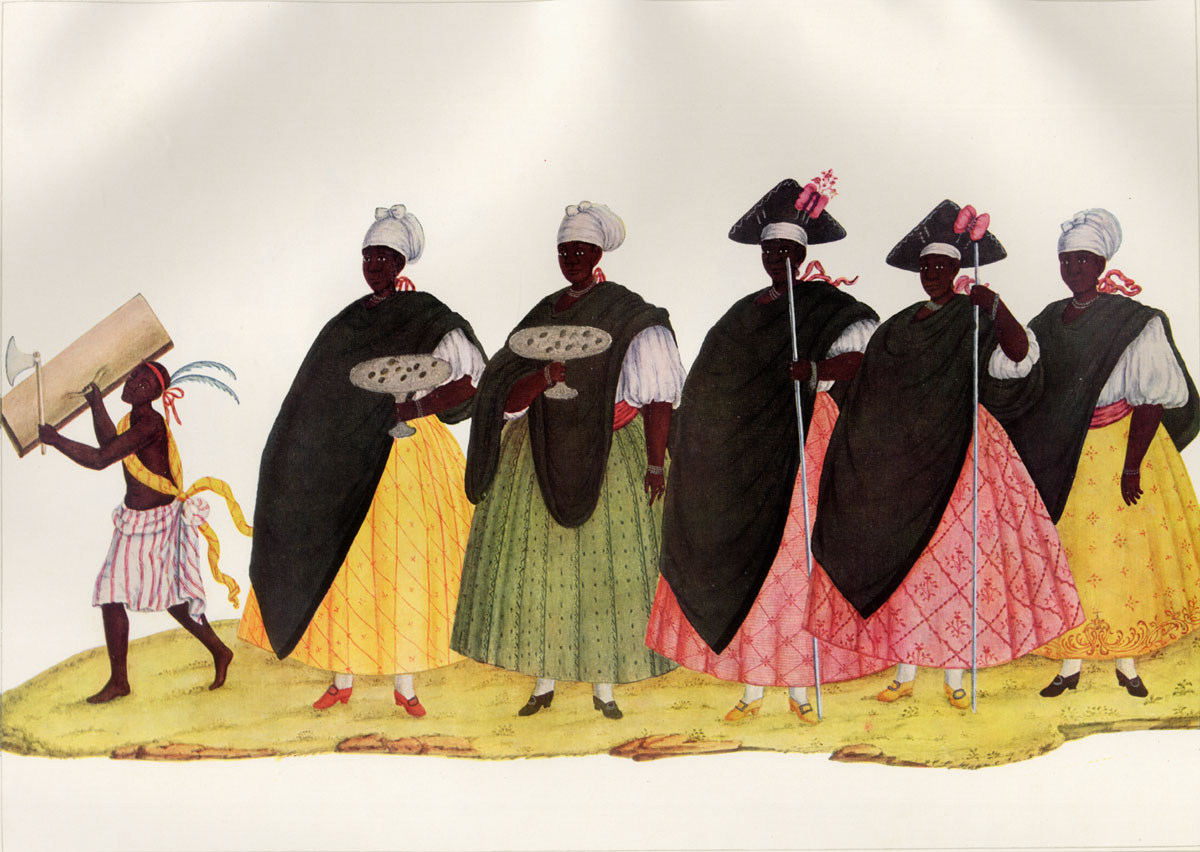
Mulheres negras em dia de festa
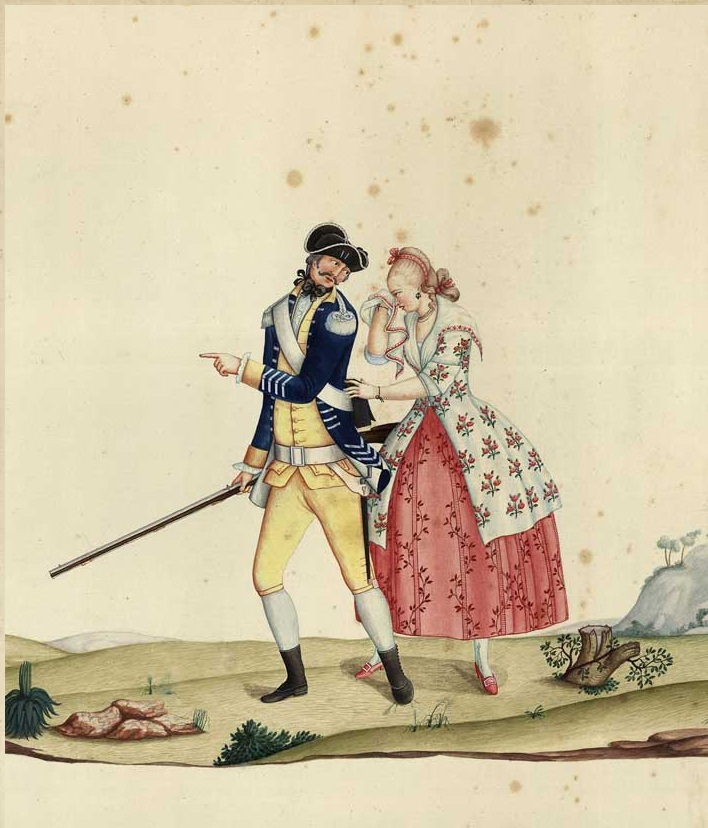
Soldado se despede de moça que chora.